# WW结构域

色胺酸

WW結構域又被稱為雙色胺酸功能區、Rsp5 或 WWP domain。是由30-40個胺基酸所組成的結構緊密的三股反平行β折板結構域。因結構域上有2個高度保守的色胺酸，縮寫為“W”，因此被稱為WW結構域。

## 結構特性
“WW結構域”又被稱為雙色胺酸功能區、Rsp5 或 WWP domain。是由30-40個胺基酸所組成的結構緊密的三股反平行β折板結構域。而之所以叫做“WW結構域”是由於在此結構的20-23胺基酸位置上有2個色胺酸，而色胺酸縮寫正好為"W"，因此便以“WW結構域”作為這個蛋白結構域的稱呼。
她具特異專一性，能與其他富含脯氨酸序列（XPPXY）的蛋白質分子作用（P:脯氨酸，Y:酪氨酸，X:氨基酸）。而這種作用涉及許多細胞內所發生狀況，例如非受體信號傳導、轉錄調節、蛋白質降解等。而在此作用變化下，會直接或間接影響到人體的正常生理功能及疾病的發生。

## 研究近況
為近幾年發現的一種特殊功能區，其原因在於WW domain 在許多重要的蛋白上都可以發現她的蹤跡（例如WWOX、Utrophin、Nedd4、Dystrophin之類蛋白分子），而目前國內外研究主要是針對WW domain的特性及在各部位的生理位子以及參與之生理功能在做延伸發展的研究。

## 外部連結
- IPR001202 WW/Rsp5/WWP （页面存档备份，存于）
- SMART: WW domain annotation （页面存档备份，存于）
- The Pawson Lab - WW Domain （页面存档备份，存于）